# Alfredo Rodas
Pour les articles homonymes, voir Rodas (homonymie).
Alfredo Rodas, né le 1er avril 1951, est un ancien arbitre équatorien de football de 1984 à 1996.

## Carrière
Il a officié dans des compétitions majeures : 
- Copa América 1993 (1 match)
- Copa América 1995 (3 matchs)
- Copa Libertadores 1995 (finale aller)